# 纳塔利娅·卡普捷利宁娜
纳塔利娅·奥列戈芙娜·卡普捷利宁娜（羅馬化：Natal'ya Olegovna Kaptelinina；1984年6月15日—）是俄罗斯政治人物，第八届国家杜马议员。
2006年，卡普捷利宁娜毕业于国立有色金属和黄金大学。2024年，国家杜马议员阿尔图尔·奇林加罗夫去世后，她继任填补了空缺的职位。